# خودارضایی
خودارضایی یا جَلق زدن یا اِستِمنا یکی از روش‌های ارضای میل جنسی است. به عبارت دیگر، خودارضایی به تحریک جنسی اندام جنسی خود، جهت برانگیختگی جنسی یا سایر لذت‌های جنسی اطلاق می‌شود و معمولاً به اوج لذت جنسی می‌انجامد. برای برانگیختگی ممکن است از دست‌ها، انگشتان، اشیاء معمولی و اسباب‌بازی‌های جنسی از جمله لرزاننده یا ترکیبی از همگی استفاده شود. تحریک کردن شریک جنسی با دست همچون انگشت کردن، دست‌کام‌دهی، خودارضایی متقابل، فعالیت‌های جنسی شایعی هستند که ممکن است به‌جای دخول جنسی بکار روند. به‌عبارتی، خودارضایی عموماً به انجام این عمل توسط خود شخص اطلاق می‌شود، اما تحریک آلت توسط فردی دیگر، البته بدون آمیزش جنسی (معمولاً با دست) را نیز نوعی خودارضایی می‌دانند.
مطالعات انجام‌شده نشان داده است که خودارضایی در هردو جنس مذکر و مؤنث و در تمام سنین رایج است، هرچند تفاوت‌هایی وجود دارد. بر پایهٔ پژوهش‌های انجام‌شده توسط آلفرد کینزی دربارهٔ شیوع خودارضایی، تقریباً صددرصد مردان و سه‌چهارم زنان در دوره‌ای از زندگی خود، دست به این کار زده‌اند. فایده‌های پزشکی و روان‌پزشکی گوناگونی به خودارضایی و نگرش سالم افراد به فعالیت جنسی، نسبت داده شده است. هیچ‌گونه رابطهٔ علت-معلولی میان خودارضایی و هرگونه اختلال جسمی یا روانی وجود ندارد.
خودارضایی از دوران ماقبل تاریخ در هنرهای گوناگون ترسیم و در نوشته‌های قدیمی بدان اشاره و درباره‌اش بحث شده است. در قرون هجدهم و نوزدهم میلادی، علمای الهیات و پزشکان، خودارضایی را «شنیع»، «اسف‌انگیز» و «زشت» می‌دانستند، اما در قرن بیستم میلادی این تابوها عموماً کاهش یافت و در هنر، موسیقی پاپ، تلویزیون، سینما و ادبیات مباحثه و تصویرسازی خودارضایی رو به افزایش گذاشت. امروزه ادیان مختلف، نظر متفاوتی دربارهٔ خودارضایی دارند: برخی آن را به‌لحاظ روحانی و معنوی، عملی مضر و برخی دیگر غیرمضر می‌دانند. نظر برخی ادیان هم بر حسب موقعیت یا شرایط انجام خودارضایی فرق دارد. وضعیت قانونی خودارضایی هم در طول تاریخ متفاوت بوده است و خودارضایی در انظار، در بیش تر کشورها غیرقانونی است.
خودارضایی در خلوت خصوصی یا با شریک زندگی، عموماً عملی طبیعی و سالم و بخشی از لذت جنسی است. خودارضایی در بسیاری از گونه‌های جانوری نیز — چه آنهایی که در طبیعت آزادند و چه آنهایی که در بندِ انسان هستند — مشاهده شده است.

مرد خوابیده به پشت در حالت استمنا یا خودارضایی (تحریک خود) سرعت برون‌ریزش منی در مردان ۴۵ کیلومتر بر ساعت است.

## دلایل خودارضایی
علاوه بر احساس لذت جنسی، خودارضایی برای رهایی از تنش‌های جنسی به ویژه در هنگامی که شریک جنسی در دسترس نیست انجام می‌شود. خودارضایی گاهی به منظور رفع اضطراب و رسیدن به آرامش صورت می‌گیرد. در نوجوانان گاهی خودارضایی با هدف کنجکاوی در خصوص دستگاه‌های تناسلی اجرا می‌شود. همچنین گاهی با هدف پیشگیری از انتقال بیماری‌های آمیزشی یا بارداری صورت می‌گیرد. گاهی در برخی نارسایی‌های جنسی توسط پزشک نیز استمناء تجویز می‌شود.

## تأثیر بر سلامتی
در گذشته خودارضایی گونه‌ای از انحراف‌های جنسی و ذهنی شمرده می‌شد. در اروپای قرن نوزدهم پزشکان، معلمان و مربیان با خودارضایی همچون یک بیماری اپیدمیک که باید ریشه‌کن شود، برخورد می‌کردند. اینک اجماع پزشکی بر آن است که خودارضایی به لحاظ پزشکی سالم و به لحاظ روان‌شناختی عادت و رفتاری طبیعی و نرمال است. در کتابچهٔ راهنمای تشخیص و درمان مِـرک آمده: «[خودارضایی] فقط زمانی غیرطبیعی است که رفتارهای همسرگرا [مثل توجه به همسر] را متوقف کند، در انظار عمومی باشد یا اجبار روانی برای انجامش به‌حدی باشد که موجب پریشانی و استرس شود». وجود «اعتیاد به خودارضایی» ثابت نشده است، بلکه «اجبار به [انجام] خودارضایی» احتمالاً وجود دارد.
در ایالات متحده آمریکا، تا نسخهٔ دوم راهنمای تشخیصی و آماری اختلال‌های روانی (دی‌اس‌ام-۲) در سال ۱۹۶۸ میلادی، خودارضایی یک بیماری روان‌پزشکی محسوب می‌شد. انجمن پزشکی آمریکا در سال ۱۹۷۲ میلادی با اجماع متخصصان، خودارضایی را عملی طبیعی اعلام کرد. خود ارضایی موجب کاهش یا تخلیه انرژی بدن (تحلیل قوای جسمانی) یا زودانزالی نمی‌شود.

### فایده‌های کلی
درمان‌گرهای جنسی گاهی خودارضایی را تا رسیدن به اوج لذت جنسی، به بیماران مؤنث توصیه می‌کنند تا به‌عنوان مثال به‌منظور بهبود روابط و سلامت جنسی، دریابند چه چیزی به‌لحاظ جنسی برایشان لذت‌آفرین است و اینکه خودارضایی متقابل می‌تواند سبب رابطهٔ جنسی اقناع‌کننده‌تر و صمیمت و نزدیکی بیشتری شود.
در بسیاری از محافل علمی سلامت ذهن و روان، عقیده بر آن است که خودارضایی، افسردگی را تسکین داده و عزت نفس را بالا می‌برد. خودارضایی همچنین در شرایطی که یکی از دو زوج در رابطه‌شان، طلب سکس بیشتر می‌کند کمک‌کننده است و در این شرایط نوعی اثر متعادل‌کننده دارد و رابطه‌ای متوازن به ارمغان می‌آورد.
خودارضایی متقابل — عملی که طی آن دو یا چند شریک زندگی، خود را در حضور دیگری تحریک می‌کنند — این فرصت را پدیدمی‌آورد که یک زوج «نقشهٔ مراکز حساس و لذت‌آفرین بدن» خود را به یکدیگر نشان دهند. وقتی فردی، زوج خود را در حین خودارضایی مشاهده می‌کند، می‌تواند بفهمد که چه روش‌هایی برای او لذت‌بخش است و دقیقاً چه نوع لمس‌کردنی برایش خوشایند است. گاهی دخول به‌خودی‌خود، و به منظور تخلیهٔ جنسی کافی، برای بسیاری از افراد غیرعملی یا ناراحت‌کننده است. خودارضایی متقابل به زوج‌ها اجازه می‌دهد تا به میزان نیاز، از یکدیگر لذت برده و از لحاظ جنسی تخلیه شوند، بدون آنکه ناراحتی خاصی بروز کند یا خطرات مرتبط با سکس را تجربه کنند.
در پژوهشی که در سال ۱۹۹۷ منتشر گردید، رابطه‌ای معکوس میان مرگ ناشی از بیماری‌های عروق قلب و دفعات اُرگاسم یافت شد؛ حتی با آنکه فعالیت جنسی ممکن است موجب برانگیختن ایسکمی ماهیچه قلب وسکته قلبی شود.
نتایج این مطالعه نیز همسو با پژوهش استرالیایی در سال ۲۰۰۳ بود که نشان داد خودارضایی جهت جلوگیری از سرطان پروستات مفید است. توان آماری همبستگی در این مطالعه با افزایش تعداد انزال‌ها، افزایش یافت.
یک مطالعه دیگر در دانشگاه علوم پزشکی تبریز نشان داد که خودارضایی، تورم عروق خونی بینی را کاهش می‌دهد و راه را برای تنفس طبیعی باز می‌کند. مکانیسم این عمل از طریق تحریک ماندگار دستگاه عصبی سمپاتیک است. نویسندهٔ مقاله پیشنهاد کرد که: «می توان هر از چند گاهی [خودارضایی] کرد تا احتقان بینی بهبود یابد و بیمار می‌تواند تعداد مقاربت‌ها یا خودارضایی‌ها را بر حسب شدت علائمش تنظیم کند.»
خودارضاییِ تکی، نوعی فعالیت جنسی است که با خطر بیماری‌های آمیزشی همراه نیست. خودارضایی جنسی با مشارکت دو یا چند نفر هم با آنکه خالی از خطر بیماری‌های آمیزشی نیست، اما احتمالش به مراتب کمتر از بیشترِ انواع سکس‌های همراه با دخول است. حمایت از چنین دیدگاهی و همچنین تلاش برای گنجاندن مبحث خودارضایی در برنامه‌های آموزش مسائل جنسی در ایالات متحده آمریکا، سبب شد تا جویسلین الدرز، جراح کل ایالات متحده آمریکا در دوران ریاست‌جمهوری بیل کلینتون از کار برکنار شود. برخی از کشورهای اتحادیه اروپا در برنامه‌های آموزش جنسی خود، خودارضایی را تشویق می‌کنند.
اوج لذت جنسی، چه با خودارضایی و چه با روش‌های دیگر، به فرد احساس خشنودی و آرامش می‌دهد. معمولاً این حالت با احساس خواب‌آلودگی یا به‌خواب رفتن کامل همراه است، به‌ویژه اگر خودارضایی در بستر خواب انجام شود.
برخی متخصصان خودارضایی را نوعی کار و تمرین قلبی-عروقی می‌دانند. با آنکه تعداد پژوهش‌ها در این زمینه اندک است، آنهایی که از اختلالات قلبی-عروقی (بخصوص بیمارانی که دوران نقاهت پس از سکته یا حملهٔ قلبی را می‌گذرانند) باید فعالیت‌های روزمره زندگی (و از جمله مقاربت جنسی و خودارضایی) را تدریجاً و به آرامی شروع کرده و شدت و دفعات آن را بر حسب شرایط جسمانی خود در نظر بگیرند. این محدودیت، انگیزه‌ای است که فردِ مبتلا، دوره‌های فیزیوتراپی خود را پیگیری کند تا استقامت جسمی خود را ارتقا بخشد. بنابر نتایج یک مطالعه که در ژورنال پزشکی نیوانگلند منتشر شد، سکس واقعی به‌طور کلی مصرف انرژی در بدن را، تنها اندکی افزایش می‌دهد.

### خطرات
فروکردن اجسام در خود، به‌منظور خودارضایی (مثل فروکردن اجسام خارجی در مقعد)، خطر گیرکردن و جا ماندن آن اجسام را به‌همراه دارد و مردان و زنان هر دو ممکن است قربانی چنین خطری شوند. همچنین در صورت استفاده از هرگونه وسیله جنسی آلوده هنگام خودارضایی یا استفاده از اسباب‌بازی‌های جنسی مشترک و آلوده، خطر انتقال و ابتلا به عفونت وجود دارد.

### تقویت سیستم ایمنی بدن
مطالعه‌ای در سال ۲۰۰۴ میلادی، نشان داد که اُرگاسم ناشی از خودارضایی، برخی از اجزاء دستگاه ایمنی ذاتی از جمله، تعداد مطلق گلبول‌های سفید خون و به‌ویژه سلول‌های کشنده طبیعی را در مردان افزایش می‌دهد.

### سرطان پروستات

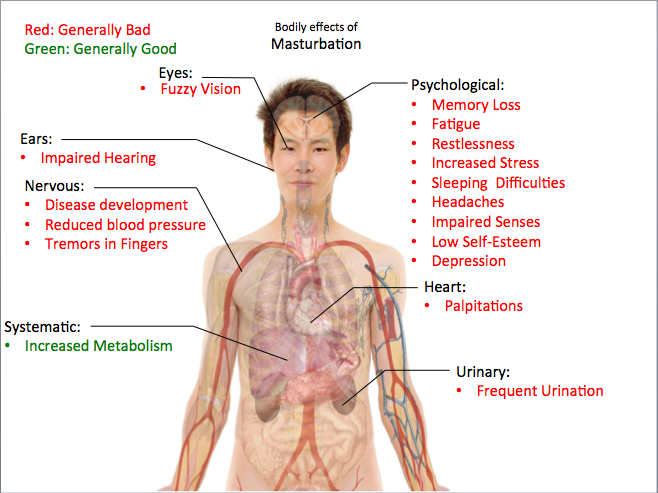
باورهای عامه مربوط به تأثیرات خودارضایی بر بدن

پژوهش‌های انجام‌شده در زمینهٔ ارتباط خودارضایی با سرطان پروستات، نتایج متفاوتی داشته است. به عنوان مثال در سال ۲۰۰۳، یک تیم پژوهشی استرالیایی به سرپرستی گراهام جایلز از «شورای سرطان استرالیا» دریافتند که مردانی که به‌کرات خودارضایی می‌کنند، احتمال کمتری دارد که دچار سرطان پروستات شوند. مردانی که به‌طور میانگین ۵ انزال یا بیشتر در هفته در سنین مابین ۲۰ تا ۳۰ داشته باشند، خطر ابتلایشان به سرطان پروستات به‌طور چشمگیری پایین است. با این حال، آنها نتوانستند یک رابطهٔ علت-معلولی مستقیم را ثابت کنند. پژوهش‌های آنان همچنین نشان داد که انزالی که در اثر خودارضایی و نه مقاربت باشد، در این زمینه مفیدتر است، چرا که هنگام مقاربت، احتمال انتقال بیماری‌های آمیزشی وجود دارد که به نوبهٔ خود، خطر سرطان دهانه رحم را افزایش می‌دهد. همچنین یک مطالعهٔ بزرگ ۱۸ ساله بر روی ۳۱٬۹۲۵ مرد مابین سنین ۴۰ تا ۷۵ سال، با همکاری «دانشکدهٔ بهداشت عمومی دانشگاه بوستون»، «دانشکدهٔ بهداشت تی.اچ. چان هاروارد» و «مدرسه پزشکی هاروارد» نشان داد که انزال بیش از ۲۱ مرتبه در ماه، خطر سرطان پروستات را به میزان قابل توجهی در مقایسه با آنان که تنها ۴ تا ۷ انزال در ماه دارند، کاهش می‌دهد.
از طرف دیگر ممکن است این سودمندی وابسته به سنِ افراد باشد؛ مثلاً نتایج یک مطالعه دیگر در سال ۲۰۰۸ نشان داد که انزال‌های مکرر مابین ۲۰ تا ۴۰ سالگی، ممکن است با افزایش خطر سرطان پروستات مرتبط باشد، اما از طرفی دیگر، انزال‌های مکرر در دههٔ ۵۰ سالگی، خطر سرطان پروستات را کاهش می‌دهد. بررسی‌های انجام‌شده بر روی ۱۶ مقاله‌ای که تا قبل از اکتبر ۲۰۱۵ بر روی رابطهٔ سرطان پروستات و دفعات انزال منتشر شده است، نشان می‌دهد که هنوز اجماع قطعی دربارهٔ رابطهٔ این‌دو موجود نیست و نیاز به بررسی‌ها و مطالعات بیشتر وجود دارد.

### دستگاه تولید مثل در مردان
اسپرم نابالغ پس از ساخته‌شدن در لوله‌های داخلی بیضه، به سمت اپیدیدیم رانده می‌شود و به مدت ۲ هفته در آن می‌ماند تا به بلوغ کامل برسد. این فرایند دائمی، سبب ساخت و بلوغ صدها میلیون اسپرم در روز می‌شود به نحوی که در هر بار انزال، حدود چهارصد میلیون اسپرم از مجرای انزالی خارج می‌شود. طول عمرِ اسپرم‌ها پس از بلوغ، بسیار محدود است و از حدود چند روز تا ۱ هفته بیشتر نیست. اگر پس از یک هفته، این اسپرم‌های بالغ و پیر خارج نشوند، قدرت بارورسازی خود را از دست می‌دهند و دیگر خاصیتی در این زمینه ندارند. مشخصاً مردانی که به‌طور نیمه‌منظم خودارضایی می‌کنند، در واقع اپیدیدیم خود را از اسپرم‌هایی که قدرت بارورسازی کمتری دارند، پاک‌سازی می‌کنند تا اسپرم‌هایی که جوان‌تر و بارورساز هستند، جایگزین شوند. این موضوع در واقع یک سازگاری تکاملی در بشر محسوب می‌شود و در جهت انجامِ تولید مثل موفق است. ماندن طولانی‌مدت اسپرم در بدن منجر به خروج اسپرم‌های بی‌خاصیت (به‌جای اسپرم زایا) در هر بار انزال می‌گردد. جالب آنکه در بدن افرادی که خودارضایی نمی‌کنند، مکانیسم‌های جبرانی وجود دارد تا به حفظ اسپرم‌های زایا کمک کنند که یکی از آن‌ها، انزال و خروج بی‌اختیاری منی هنگام خواب است.
نتایج چندین مطالعه نشان داده است که در مردان، اُرگاسم ناشی از خودارضایی، موجب بالارفتن شدید پادگن ویژه پروستات (PSA) می‌شود. به همین دلیل توصیه می‌شود، مردانی که قرار است آزمایش PSA انجام دهند، دست‌کم ۷ روز پیش از آزمایش، خودارضایی (یا همبستری و مقاربت) نداشته باشند.

### مشکلاتی برای مردان
اگر مردی دچار ترومای غیرنافذ به آلت تناسلی‌اش شده باشد یا آنکه هنگام مقاربت یا خودارضایی، آلتش دچار خمیدگی شدید یا سایر آسیب‌ها شود، به‌ندرت ممکن است مبتلا به شکستگی آلت مردی گردد یا دچار بیماری پیرونی شود. فیموزیس عارضه‌ای است که طی آن پوست ناحیهٔ ختنه‌گاه هنگام برانگیختگی یا نعوظ، بر روی سر آلت تناسلی پس کشیده نمی‌شود و با احساس درد و ناراحتی همراه است. در تمامی موارد یادشده، هرگونه دستکاری فعالانهٔ آلت مردی ممکن است مشکل‌ساز شود.
درصد کمی از مردان نیز از سندرم بیماری پس از ارگاسم رنج می‌برند که به معنای درد شدید ماهیچه‌های بدن و سایر علائم اندکی پس از انزال است که ممکن است پس از مقاربت طبیعی یا خودارضایی باشد. علائم این سندرم حدود یک هفته به طول می‌انجامد. برخی پزشکان گمان دارند که میزان شیوع سندرم بیماری پس از ارگاسم در میان مردم احتمالاً بیش از آنی است که در متون علمی دانشگاهی گزارش شده است و بسیاری از مبتلایان بدون تشخیص باقی می‌مانند.

### موارد دیگر
رسیدن به اوج لذت جنسی چه با شریک جنسی و چه از طریق خودارضایی، باعث بهبود کیفیت و دوام خواب می‌شود. این عمل همچنین سبب بهبود حس اعتماد به نفس، کاهش استرس و شل شدن ماهیچه‌ها شده و با افزایش ترشح اندورفین در مغز، احساس سلامت روحی و جسمی به فرد می‌بخشد. خودارضایی موجب نابینایی، جوش صورت و جنون نمی‌گردد. هیچ‌گونه شواهد علمی دالِ بر ایجاد بیماری ذهنی یا کاهش قدرت جنسی بر اثر خودارضایی وجود ندارد و چنین اظهارات غیر علمی‌ای، ناشی از پرهیزه‌های اخلاقی بوده است.
تمرین‌های خودارضایی، یکی از چندین روش «درمان جنسی‌روانی» (به انگلیسی: Psychosexual therapy) برای اختلال نعوظ در مردان است. در زنان نیز، خودارضاییِ هدایت‌شده (به انگلیسی: Directed masturbation)، یکی از معدود روش‌های درمانی مؤثر و کارآمد جهت درمان «ناکارآمدی جنسی زنان» (FOD) است.

### خودارضایی خارج از کنترل
خودارضایی خارج از کنترل یا اجبارگونه (به انگلیسی: Compulsive masturbation) و سایر رفتارهای اجبارگونه دیگر، ممکن است نشانه‌ای از یک مشکل هیجانی باشند که نیازمند توجه و رسیدگیِ یک متخصص سلامت روان است. همچون سایر «عادت‌های عصبی»، راه‌حل درست، تمرکز بر عامل ایجادکنندهٔ آن است تا سرکوب‌کردن خودارضایی.
خودارضایی در نوجوانان موجب شکل‌گیری احساسِ تسلط بر تکانه‌های جنسی‌شان می‌شود و در رشد و تکامل دوران پیش‌بلوغ و بلوغ جنسی نقش دارد. نوزادان و کودکان نوپا به همان صورت که با گوش یا انگشتان پاهایشان بازی می‌کنند، با آلت تناسلی‌شان هم بازی می‌کنند. در واقع شیرخواران مذکر و مؤنث از حوالی سن ۱۵ تا ۱۹ ماهگی شروع به تحریک جنسی خود می‌کنند و از این کار حس خوبی می‌گیرند. اگر چنین بازی‌هایی، تمام‌وقت و فراگیر شوند، می‌بایست به‌دنبال یک علت زمینه‌ساز همچون تنش عصبی بود که سبب می‌شود کودک به دنبال کاری آرامش‌بخش باشد یا آنکه ممکن است اطرافیان واکنش زیاد از حد از خود نشان می‌دهند و چنین رفتاری در کودک، ناخودآگاه تشدید می‌شود. گاهی احتمال دارد عفونت‌های ادراری خفیف یا عفونت قارچی موجب بروز چنین عملی (دستکاری آلت تناسلی) شوند. کودک ممکن است دچار بیش‌تحریکی عصبی شده و به دنبال آرام کردن خود باشد یا آنکه دچار کم‌تحریکی عصبی، کسلی و یکنواختی باشد.
خودارضایی خارج از کنترل، در کنار بسیاری از عوامل و علائم دیگر، همچون شواهد پزشکی، داشتن اطلاعات جنسی نامتناسب با سن، بازی‌هایی با مفاد یا گرایش جنسی و رفتارهای اغواگرانه یا جلوتر از سن، ممکن است نشانه‌ای از سوءاستفاده جنسی از کودک باشد.

## تعداد دفعات خودارضایی
دفعات خودارضایی دغدغه مشترک به ویژه در بین جوانان است. معمولاً از هیچ تا چندین بار در روز، هفته یا ماه متغیر است. هر چند وقت یکبار استمناء مشکل محسوب نمی‌شود، مگر اینکه تکرار آن همراه با اختلال وسواس باشد که در این صورت بارها تکرار می‌شود.
با وجود اثرات مثبت خودارضایی، استمناء مکرر ممکن است اثرات منفی داشته باشد. زیست شناسان معتقدند که خودارضایی بیش از حد مکرر باعث کاهش کیفیت اسپرم می‌شود. بر پایه این دیدگاه سازمان بهداشت جهانی ۲ تا ۷ روز خودداری از هرگونه فعالیت جنسی قبل از اهدای اسپرم را توصیه کرد. ولی در پژوهشهای جدید پس از مشاهده اسپرم‌هایی با کیفیت مناسب در دوره‌های کوتاه‌ترِ پرهیز از فعالیت جنسی، تجدید نظر دراین توصیه پیشنهاد شد. از دیدگاه زیست‌شناسی، تاکنون هیچ مدرکی مبنی بر سودمند بودنِ سرکوب خودارضایی وجود ندارد. بنابراین فقدان پژوهش‌هایی که از اثرات منفی استمناء مکرر دفاع کنند ممکن است برای متغیرهای روانشناختی مانند بهزیستی و سلامت روان در حد قابل توجهی متفاوت باشند. در دو مطالعه نیز به ارتباط بالای استمناء با کاهش رضایت از زندگی جنسی و زندگی به‌طور کلی اشاره شده است. اما در این پژوهش‌ها متغیرهای مستقل از قبیل وضعیت روابط فردی و عاطفی بررسی نشده است. از دیدگاه روانشناختی، استمناء به دفعات متوالی را می‌توان نشانه‌ای از بیش‌فعالی جنسی نیز دانست.
تعداد دفعات خودارضایی توسط عوامل متعددی تعیین می‌شود. از این عوامل می‌توان به موارد زیر اشاره نمود:
- مقاومت فرد نسبت به کشش جنسی
- سطوح هورمونی که برانگیختگی جنسی را تحت تأثیر قرار می‌دهند.
- عادت‌های جنسی
- تأثیر دوستان و همتایان
- وضعیت سلامتی فرد
- نگرش فرد به خودارضایی که توسط فرهنگ پیرامون فرد شکل می‌گیرد.
- برخی از موارد درمانی و پزشکی نیز می‌توانند بر تعداد دفعات خودارضایی اثر بگذارند.[۸۲]

## روش‌ها

### در مردان
گرچه روش انجام خودارضایی فرد به فرد متفاوت است اما عموماً با در دست نگه داشتن آلت مردی به صورت تقریباً محکم در دست و حرکت دست به سمت جلو و عقب و گاهی همراه با خیال‌پردازی انجام می‌شود. روش دیگری که عمومیت کمتری دارد مالیدن آلت به سطوح صاف و نرم مثل بالش یا تشک است. استفاده از ابزارآلات ساختگی یا وسایل سکس نیز متداول است. تمامی این رفتارها تا رسیدن به ارگاسم ادامه پیدا می‌کند. تمرکز بیشتر روی کلاهک آلت تناسلی و سرعت انجام عمل، سرعت رسیدن به ارگاسم را افزایش می‌دهد. برای افزایش لذت و همچنین برای کاهش اصطکاک معمولاً از مایعات، لوبریکانت‌ها یا آب دهان استفاده می‌شود.

### در زنان
در زنان خودارضایی اغلب از طریق مالش یا ضربه بر روی آلت زنانه خصوصاً چوچوله و لب‌های فرج انجام می‌شود. همچنین فروکردن انگشت یا جسم خارجی در مهبل، تحریک سینه‌ها و نقطهٔ جی از طریق مالش، فشار، کشش عضلانی و خیال‌پردازی نیز می‌تواند در کنار هم به کار گرفته شود. استفاده از جریان فشار آب بر روی چوچوله نیز یکی از روش‌های مرسوم خودارضایی در زنان است. برخی از زنان حتی با فشار شدید هر دو پا به هم می‌توانند تحریک شوند. برای برخی زنان، خودارضایی تنها راه رسیدن به ارگاسم است.

### در کودکان
خودارضایی به صورت بازی با آلت (بدون انزال جنسی) در میانِ کودکانِ کم سن و سال یک پدیدهٔ رایج و متداول است. در اغلبِ موارد تحریک آلت به عنوانِ یک رفتار طبیعی در کودکانِ همهٔ سنین در نظر گرفته می‌شود. کودکان غالباً تحریک کردن آلت را از حدودِ ۱۸ ماهگی آغاز می‌کنند که عموماً بینِ سنینِ ۳ تا ۵ سالگی به اوجِ خود می‌رسد. پس از آن به تدریج از میزانِ آن کاسته می‌شود تا زمانی که بلوغ فرا برسد. به‌طورِ کلی پسرها زودتر از دخترها شروع به خودارضایی می‌کنند. این به این دلیل است که یافتنِ کلیتوریس و واژن دشوارتر از پیدا کردنِ آلت مردی می‌باشد.

## تاریخ فرهنگی

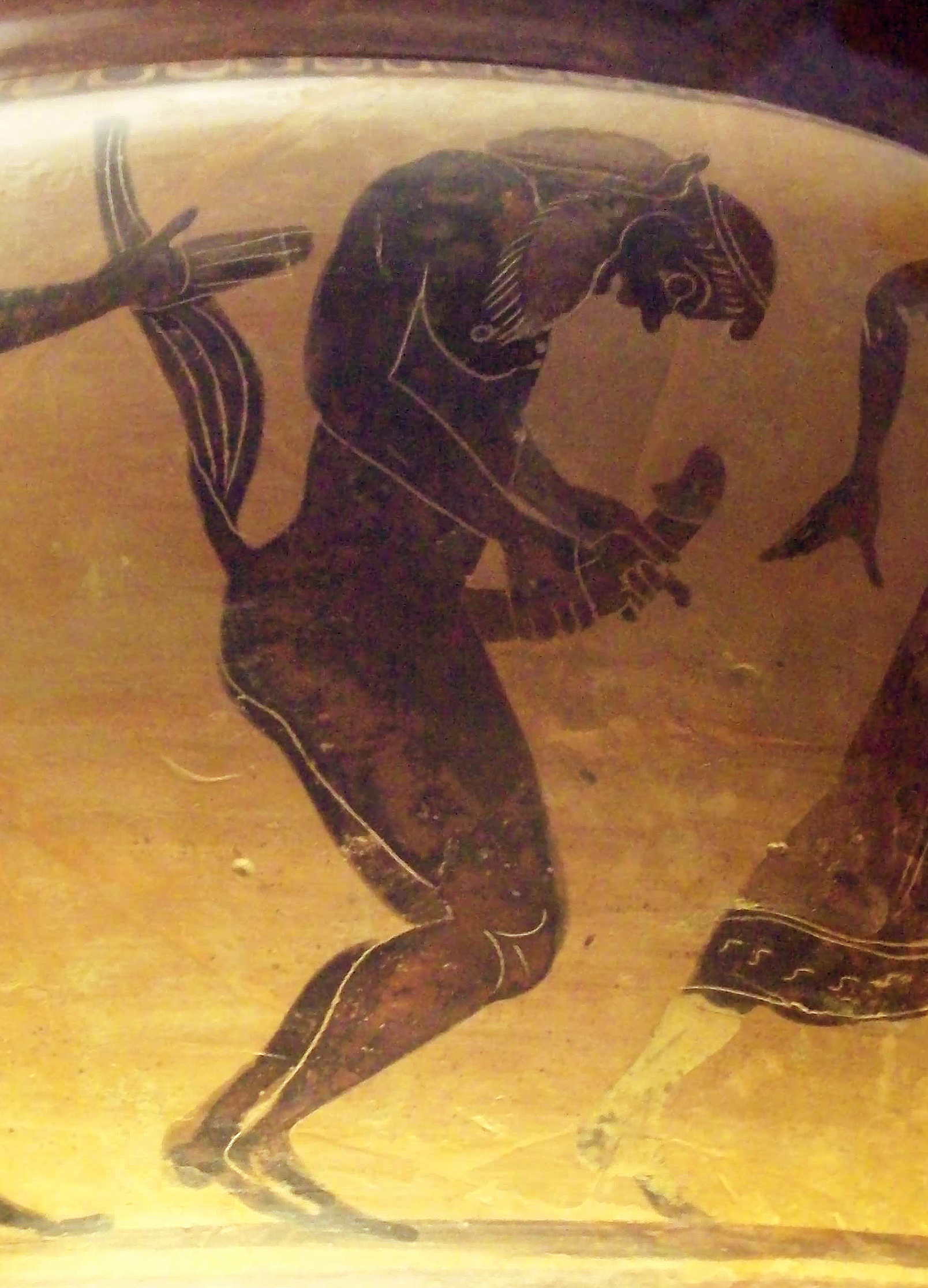
یک «کراتر» در حال خودارضایی، اثری مربوط به قرن ششم پیش از میلاد در یونان باستان

خودارضایی در تاریخ تغییرات گسترده‌ای را در جامعه در رابطه با اخلاق، نگرش‌های اجتماعی، مطالعه علمی و تصویرسازی هنری خودارضایی در طول تاریخ جنسی توصیف می‌کند.
تحریک جنسی اندام جنسی خود توسط مذهب‌های مختلف تفسیر شده است و همواره از منظر قانونی، مناقشات اجتماعی، کنش‌گری و نیز مطالعات هوشی در زمینه سکس‌شناسی بحث‌برانگیز و مورد بررسی بوده است. در طول تاریخ، دیدگاه‌های اجتماعی دربارهٔ خودارضایی و تابوهای مرتبط با آن، از جامعه‌ای به جامعه دیگر متفاوت و متغیر بوده است.

## خودارضایی در ادیان

### اسلام
دیدگاه اهل سنت: اهل سنت نظرات متفاوتی را در مورد خودارضایی دارند. برخی آن (علمای شافعی و مالکی) را در تمام به‌طور کلی حرام می‌دانند، برخی (تابعین) در آن را کاملاً مجاز می‌شمارند و سرانجام گروهی دیگر (حنفی و حنبلی) مواردی آن را مجاز می‌شمارند که شخص مجرد باشد و و در صورت عدم انجام ترک ارتکاب زنا داشته باشد.
دیدگاه شیعیان: نظر مشهور فقهای شیعه ممنوعیت خودارضایی است، اما سید محمدحسین فضل‌الله فقیه لبنانی معتقد است که خودارضایی زنان نمی‌تواند مصداق کاری باشد که در روایات منع شده و در نتیجه منع شرعی ندارد. حتی به اعتقاد برخی مراجع دینی، خودارضایی از «گناهان کبیره» است. با این حال بنا بر فتوای اکثر مراجع اگر خودارضایی به‌دست همسر شخص انجام شود، گناه به حساب نمی‌آید.
هرچند که برخی از علمای اهل تشیع نظیر علامه حلی، خودارضایی به دست همسر و کنیز را نیز جزوی از استمناهای حرام می‌دانند.

### تائویسم
در آیین تائویسم، مردان از خودارضایی منع شده‌ند؛ زیرا با اعتقاد به منابع انرژی در شکم تحتانی، استمنا بدن را از انرژی تخلیه و مانع از ادامهٔ حیات هارمونیک می‌شود. همچنین بر پایه دستورهای این آئین، خودارضایی زنان باعث کاهش عمر و امراض لاعلاج در آنان می‌شود.

### مسیحیت
دیدگاه کاتولیک‌ها: از نظر کلیسای کاتولیک، در پاره‌ای موارد، برای شناخت بدن و احساسات جنسی، آن را مجاز می‌شمارند.
دیدگاه پروتستان‌ها: به عقیدهٔ پروتستان‌ها، خودارضایی یک سیر طبیعی از سیکل جنسی افراد است و این امر مانع از روابط جنسی‌ای مانند همجنس‌گرایی می‌شود که از نظر کلیسای پروتستان «غیرمجاز» است.

### یهودیت
خودارضایی در شریعت یهود، به‌طور کامل منع نمی‌شود و عملی توأم با سلامتی و نشاط آوری تلقی می‌گردد؛ اما در برخی شاخه‌های مذهبی آن، خودارضایی جنس مذکر ممنوع است.

### شیطان‌پرستی
از نظر شیطان‌پرستان، خودارضایی عملی کاملاً بی‌ضرر و مفید است.

## خودارضایی در جانوران
خودارضایی علاوه بر انسان در بسیاری از گونه‌های دیگر از حیواناتِ وحشی گرفته تا حیوانات اهلی و آن‌هایی که در اسارت به‌سر می‌برند نیز مشاهده شده است. به عنوان مثال نگه‌دارندگان اسب‌های نر خودارضایی برای آن‌ها را لازم می‌دانند و جلوگیری از خودارضایی اسب‌های نر به‌وسیلهٔ ابزارها را نادرست می‌دانند. هرچند که خودارضایی در همهٔ پستانداران دیده می‌شود، اما در هیچ جانوری تعداد دفعاتِ خودارضایی در ماده‌ها بیشتر از نرها نیست.